# Gary Fleder
Gary Fleder est un réalisateur et producteur américain né le 19 décembre 1965 à Norfolk, Virginie (États-Unis).

## Filmographie
Sauf indication contraire, les informations mentionnées dans cette section peuvent être confirmées par la base de données cinématographiques IMDb,  présente dans la section « Liens externes ».

### Réalisateur

#### Cinéma
- 1995 : Dernières Heures à Denver (Things to Do in Denver When You're Dead)
- 1997 : Le Collectionneur (Kiss the Girls)
- 2001 : Pas un mot (Don't Say a Word)
- 2002 : Impostor
- 2003 : Le Maître du jeu (Runaway Jury)
- 2008 : The Express
- 2014 : Homefront

#### Télévision
- 1992 : Air Time (TV)
- 1994 : The Companion (TV)
- 1998 : L.A. Docs (L.A. Doctors) (série télévisée)
- 2000 : Falcone (en) (Falcone) (série télévisée)
- 2002 : R.U.S./H. (TV)
- 2014 : Identity (TV)
- 2014-2016 : Kingdom (série télévisée) - 5 épisodes
- 2015 : Turn (Turn: Washington's Spies) (série télévisée) - 1 épisode
- 2015 : The Art of More (série télévisée) - 2 épisodes
- 2015 : Evil Men (TV)
- 2016 : Guilt (série télévisée) - 2 épisodes
- 2016-2017 : Zoo (série télévisée) - 2 épisodes
- 2017 : De celles qui osent (The Bold Type) (série télévisée) - 1 épisode
- 2017 : A Midsummer's Nightmare (TV)
- 2017 : Salamander (TV)
- 2020 : Lincoln : À la poursuite du Bone Collector (série télévisée) - 2 épisodes
- 2020 : Tiny Pretty Things (en) (série télévisée) - 2 épisodes
- 2025 : Reacher (série télévisée) - 1 épisode

### Producteur
- 1992 : Air Time (TV)
- 2002 : Impostor
- 2003 : Le Maître du jeu (Runaway Jury)
- 2006 : October Road (série télévisée)
- 2010 : Life Unexpected (série télévisée)
- 2015 : The Art of More (série télévisée)